# Francesco Trevisani

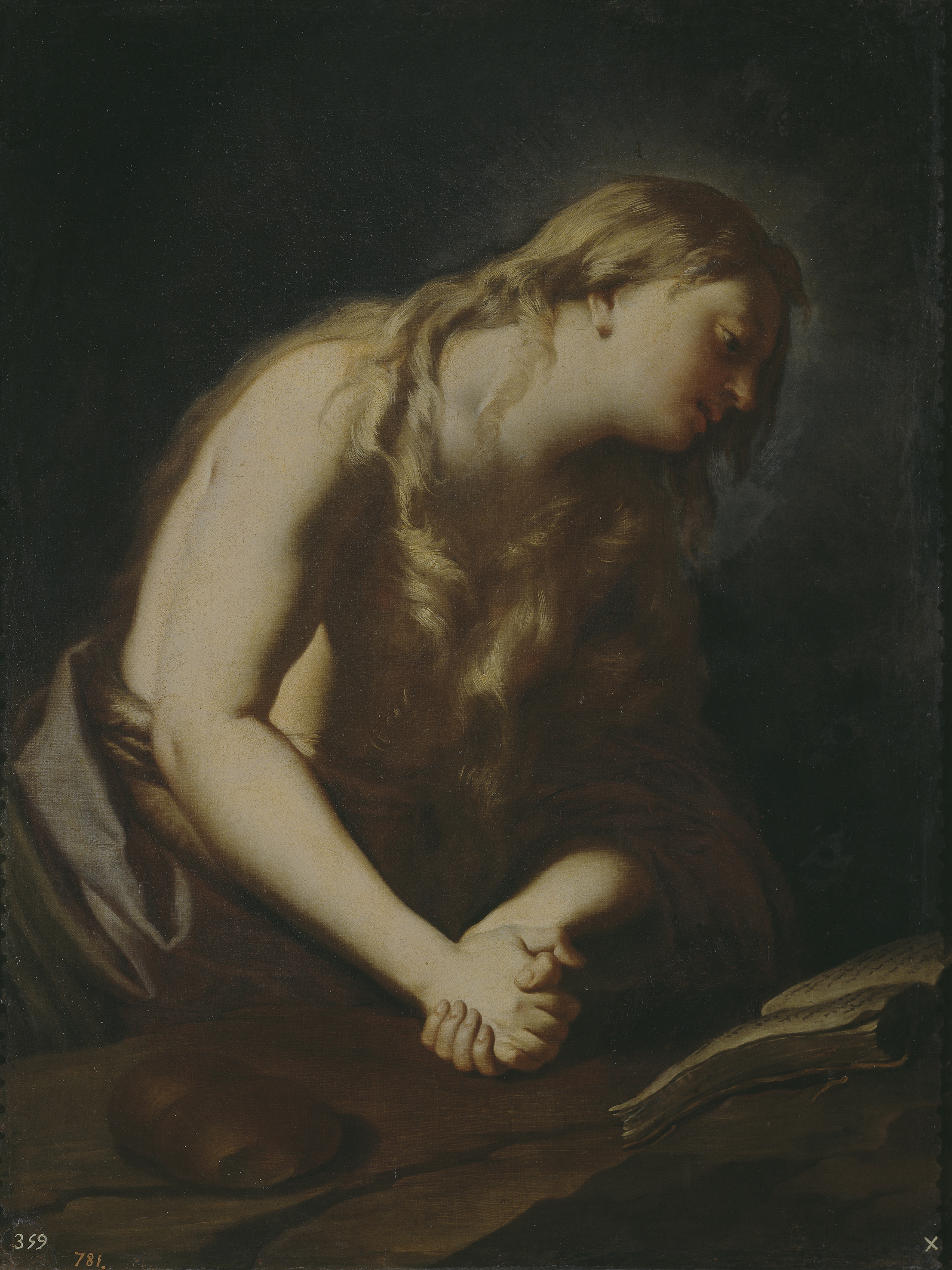
Magdalena penitente, óleo sobre lienzo, 99 x 76 cm, Madrid, Museo del Prado.

Francesco Trevisani (Capodistria, 1656 – Roma, 1746), fue un pintor barroco italiano.
Nacido en Capodistria (actualmente Koper, Eslovenia), se formó con Antonio Zanchi en Venecia para establecerse luego en Roma, donde desarrolló la mayor parte de su carrera protegido por el cardenal Pietro Ottoboni, sobrino del papa Alejandro VIII y célebre mecenas de las artes, del que Trevisani dejó un retrato conservado ahora en el Bowes Museum de Barnard Castle (Durham). 
En Roma trabajó en la estela de Carlo Maratta tanto en la pintura al fresco (capilla de Santa Clara en la iglesia de San Silvestro in Capite), como al óleo (historias de la Pasión en la misma iglesia). El grueso de su producción de caballete lo forman imágenes de devoción de belleza clásica teñidas de un toque de lánguida sentimentalidad verdaderamente rococó (Magdalena penitente, Prado, y Galería Nacional de Arte Antiguo de Roma; Cristo muerto sostenido por ángeles, Viena, Kunsthistorisches Museum, Museo del Louvre y Metropolitan Museum of Art). Cultivó también el retrato y los asuntos de la historia clásica en óleos como el Festín de Marco Antonio y Cleopatra (Galería Spada), pintado por encargo del cardenal Fabrizio Spada, o La familia de Darío a los pies de Alejandro Magno (Louvre), y mitológicos (Apolo y Dafne, Museo del Hermitage). En 2003 La Real Academia de Bellas Artes de San Fernando, en Madrid, atribuyó a Trevisani una Virgen con el Niño dormido basándose en la comparación del rostro de la Virgen con otros lienzos conocidos del autor como en la Virgen con el Niño del Museo del Prado.